# پی پی آرنولد
پی پی آرنولد (انگلیسی: P. P. Arnold؛ زادهٔ ۳ اکتبر ۱۹۴۶) یک موسیقی‌دان اهل ایالات متحده آمریکا است.